# Vorhand und Nachhand
Vorhand und Nachhand sind Begriffe aus dem Brett- und Strategiespielbereich, die auch in vielen Kartenspielen vorkommen und oft ein grundlegendes Konzept von Spielen im Allgemeinen sind.
Vorhand bedeutet dabei bei strategischen oder taktischen Entscheidungen oft eine Drohung, die vom Gegner beantwortet werden muss und den Vorteil der Aktivität, der Initiative bringen kann. Das Gegenteil ist die Nachhand.

## Grundlagen
Das Konzept von Vorhand und Nachhand ist ein Grundprinzip zahlreicher Spiele, und zwar derer, in denen eine Reihenfolge in den Spielzügen besteht. Die Spieltheorie bezeichnet das als Extensivform: Jeder Spieler, der am Zug ist – im Schach und anderen Spielen auch Anziehender genannt –, kennt die Spielentscheidung seines oder seiner Gegner. Daher ist die Reihenfolge, in der die Spieler „am Zug“ sind, von entscheidender Bedeutung auf den Spielverlauf.
Vorhand bedeutet, dass der Spieler die Freiheit hat, taktische oder strategische Spielverläufe in Gang zu setzen oder am Laufen zu halten, Nachhand, dass der Spieler, der in dieser Situation ist, primär auf die Spielentscheidungen seines Gegners reagieren muss. Zentral ist dieser Aspekt bei vorrangig strategischen (langfristig planenden) Spielen wie Schach, Dame oder Go. Anderseits bedeutet Nachhand nicht unbedingt einen Nachteil, wenn die Entscheidung auch gleichzeitig eine Preisgabe eines Geheimnisses ist, wie das etwa bei Kartenspielen mit Blatt (den Karten „in der Hand“) ist: Dann ist es ein gewisser Vorteil, die Entscheidung später treffen zu können.
Der Verlust der Vorhand bedeutet, in die Nachhand zu geraten. Bei Spielen mit zwei Gegnern geht also die Vorhand automatisch auf den Gegner über.
Von besonderer Bedeutung ist die Frage, wer am Beginn des Spieles die Vorhand hat. Im Allgemeinen ist es der Spieler, der „anfängt“ – was dann zum Vorteil gereichen kann. Ein ausgewogenes Konzept eines Spieles sorgt dafür, dass es zum Spielverlauf gehört, dass die Vorhand wechselt. Ein Spielprinzip des Wer anfängt, gewinnt macht ein Spiel uninteressant, ein Problem der Spiele mit vollständiger Information (Tic-Tac-Toe).
Während bei vielen Strategiespielen die Verteilung von Vorhand und Nachand nur aus der Spielsituation heraus zu verstehen ist, ist bei Kartenspielen die Lage meist fest im Regelwerk vorgegeben: So wechselt etwa bei Spielen mit Stich („Schlagen“ von Karten auf dem Tisch) meist die Vorhand der nächsten Runde zum Stechenden. Auch hier machen die taktischen Überlegungen, wenn etwa der Erhalt der Vorhand von besonderer Bedeutung ist, einen der zentralen Aspekte des Spiels aus. Vorhand des Spielanfangs ist typischerweise der Platz nach dem Geber in Spielrichtung (etwa beim Skat).
Bei einigen Spielen wird der Bezug auf die Entscheidung des Vorgängers bewusst umgangen, indem alle Mitspieler gleichzeitig reagieren (Prinzip Schere-Stein-Papier), wodurch sich der Reiz rasanter Knobel-und-Kampf-Spiele ergibt (beispielsweise Spit, oder in modernen Brett- und Kartenspielen wie Adel verpflichtet, Hols der Geier).

## Vorhand und Nachhand im Go
Im Go ist die Vorhand (japanisch Sente) ein Zug, der den anderen zu sofortiger Reaktion zwingt. Die Vorhand ist der zentrale Spielvorteil in diesem Spiel, das keine Gewichtungen der Spielsteine kennt. Eine aggressive Spielweise (japanisch Kiai) behält die Vorhand. Ein Gote ist ein Zug, der den Spieler die Vorhand verlieren lässt, er gerät damit in die Nachhand.
Der schnelle Wechsel von Vorhand und Nachhand, wie auch die Möglichkeit, Vorhände des Gegners explizit abzulehnen (Tenuki, also den Zugzwang nicht zu befolgen, sondern andernorts am Spielbrett eine noch bedrohlichere Vorhand zu setzen) macht einen der wichtigsten Reize dieses Spiels aus.

## Vorhand im Bridge
Im Unterschied zu anderen Kartenspielen wie Jassen oder Schnapsen spielt beim Bridge nicht der Alleinspieler aus – also der Spieler, der am höchsten geboten hat und den Kontrakt spielt, und dessen Mitspieler dann sein Blatt auf den Tisch legt –, sondern der Gegner zu seiner Linken. Das deutsche Wort Vorhand steht hier für das englische second in hand, und tatsächlich ist der Alleinspieler am Beginn in der Nachhand. Diese Regelung gibt der gegnerischen Partei die Möglichkeit, sich über einen komplizierten Kodex über eine gemeinsame Strategie gegen den Alleinspieler zu verständigen und gleicht den Vorteil des Alleinspielers aus, der durch das Blatt am Tisch seinem nachfolgenden Gegner wenig Möglichkeit zum Vorhandspiel gibt.